# Festival de Cannes 1957
La dixième édition du Festival de Cannes a lieu du 2 au 17 mai 1957  et se déroule au Palais des Festivals dit Palais Croisette, 50 du boulevard de la Croisette.

## Jury de la compétition
- Jean Cocteau, président d'honneur
- André Maurois, président
- Dolores del Río
- Maurice Genevoix
- Georges Huisman
- Maurice Lehmann
- Marcel Pagnol
- Michael Powell
- Jules Romains
- George Stevens
- Vladimír Vlček

## Sélection officielle

### Compétition
La sélection officielle en compétition se compose de 31 films :
- Dupés jusqu'au Jugement dernier (Betrogen bis zum jüngsten Tag) de Kurt Jung-Alsen
- Celui qui doit mourir de Jules Dassin
- Le Septième Sceau (Det sjunde inseglet) d'Ingmar Bergman
- La Vallée de la paix (Dolina miru) de France Štiglic
- Don Quichotte (Don Kihot) de Grigori Kozintsev
- Le Temps des moissons (Elokuu) de Matti Kassila
- Faustina de José Luis Sáenz de Heredia
- La Loi du Seigneur (Friendly Persuasion) de William Wyler
- Drôle de frimousse (Funny Face) de Stanley Donen
- Gotoma the Buddha de Rajbans Khanna
- Guendalina de Alberto Lattuada
- Marée haute à midi (High Tide at Noon) de Philip Leacock
- Vers l'inconnu ? (Ila Ayn) de Georges Nasser
- Ils aimaient la vie (Kanał) d'Andrzej Wajda
- Deux Aveux (Két vallomás) de Márton Keleti
- Gens de rizière (Kome) de Tadashi Imai
- La Maison de l'ange (La casa del ángel) de Leopoldo Torre Nilsson
- Le Moulin de la chance (La moara cu noroc) de Victor Ilui
- Les Nuits de Cabiria (Le notti di Cabiria) de Federico Fellini
- Qivitoq d'Erik Balling
- La Ligne du destin (Rekava) de Lester James Peries
- Rose (Rose Bernd) de Wolfgang Staudte
- Avec les Lapons nomades (Same Jakki) de Per Høst et Anders Pentha
- Le Toit du Japon (Shiroi sanmyaku) de Sadao Imamura
- Sissi impératrice (Sissi, die junge Kaiserin) d'Ernst Marischka
- Le Quarante et unième (Sorok pervyi) de Grigori Tchoukhraï
- La Nuit des maris (The Bachelor Party) de Delbert Mann
- Un condamné à mort s'est échappé de Robert Bresson
- Commando sur le Yang-Tsé (The Story of H.M.S. Amethyst) de Michael Anderson
- La Terre (Zemya) de Zahari Zhandov
- Les Enfants perdus (Ztracenci) de Miloš Makovec

### Hors compétition

Ambiance du festival de Cannes 1957 devant l'hôtel Miramar. Une voiture de sport, une starlette et l'affiche du film Le Tour du monde en 80 jours.

Un film est présenté hors compétition :
- Le Tour du monde en quatre-vingts jours de Michael Anderson

## Palmarès
Longs métrages
- Palme d'or : La Loi du Seigneur (Friendly Persuasion) de William Wyler
- Prix spécial du Jury (ex æquo) : Ils aimaient la vie (Kanał) d'Andrzej Wajda et Le Septième Sceau (Det sjunde inseglet) d'Ingmar Bergman
- Prix spécial : Le Quarante et unième (Sorok pervyi) de Grigori Tchoukhraï
- Prix du meilleur metteur en scène : Robert Bresson pour Un condamné à mort s'est échappé
- Prix d'interprétation féminine (à l'unanimité) : Giulietta Masina, pour Les Nuits de Cabiria (Le notti di Cabiria)
- Prix d'interprétation masculine : John Kitzmiller, pour La Vallée de la paix (Dolina miru)
- Prix du documentaire romanesque : Le Toit du Japon (Shiroi sanmyaku) de Sadao Imamura et Qivitoq d'Erik Balling
- Mention exceptionnelle (à l'unanimité) : Gotoma the Buddha de Rajbans Khanna

Courts métrages
- Palme d'or du court métrage : Courte Histoire d'Ion Popescu-Gopo
- Prix du documentaire - court métrage : Capitale de l'or de Colin Low et Wolf Koenig (en)
- Prix du film de nature - court métrage : Prairie d'été (Wiesensommer) de Heinz Sielmann
- Mention spéciale - court métrage : Les Chasseurs des mers du sud (Okhotniki iujnykh moreï) de S. Kogan